# 聖所

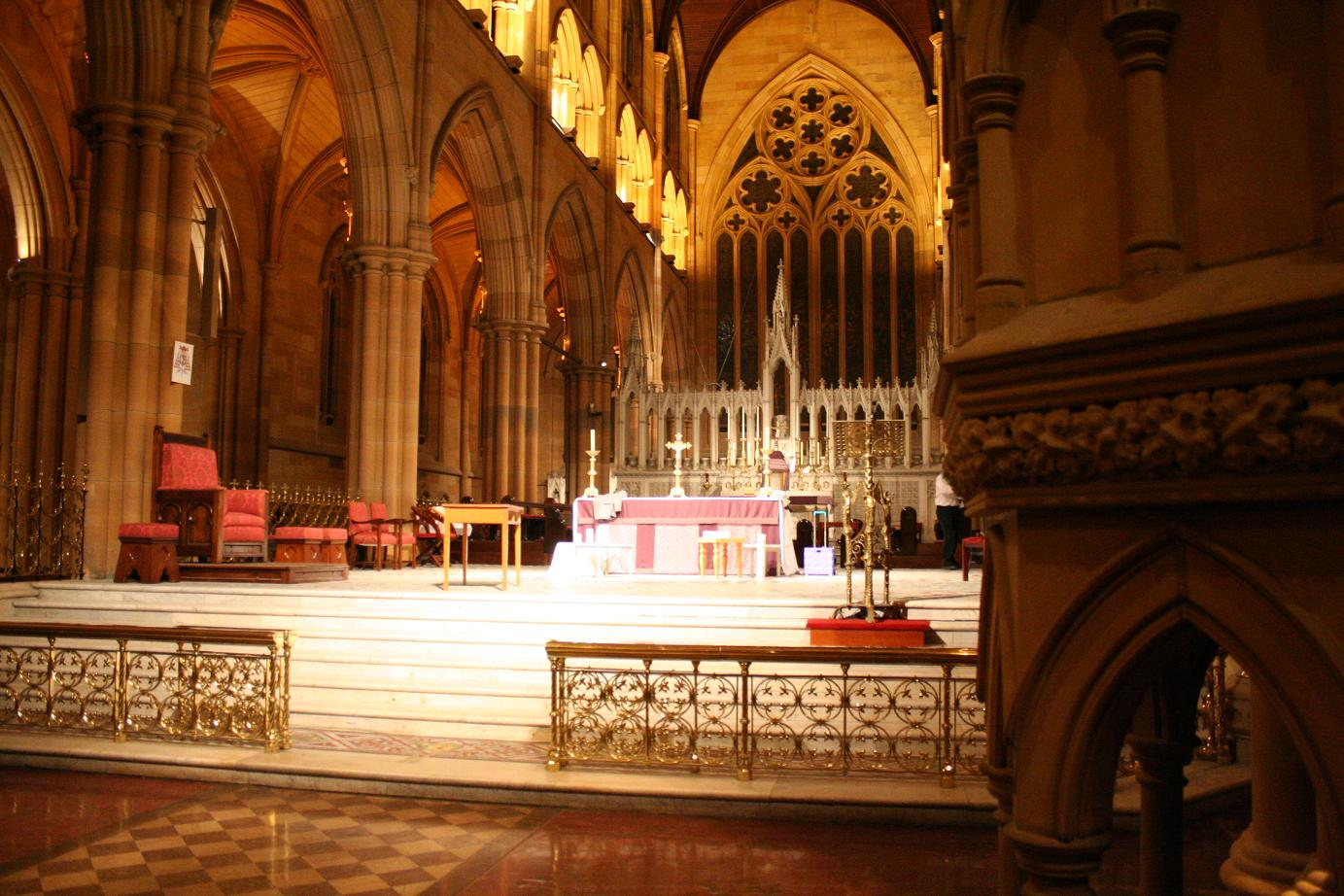
圣母主教座堂的聖所

聖所可以指某些宗教裡被視為神聖的場所，通常也是舉行宗教儀式或活動的地方。其英語對應詞為，在拉丁語系語言中兼具「朝聖地」、「避難所」或「庇護所」之意，其中後兩者可通用於人類與其他生物領域。在一些時代和地域，宗教聖所具有特殊的法律地位。

## 舉隅
常被稱為「聖所」的場所有：
- 猶太教的聖殿
- 基督宗教的教堂